# Karl Schäfer Memorial
Karl Schäfer Memorial, também chamado de Vienna Cup, foi uma competição internacional de patinação artística no gelo de nível sênior, na cidade de Viena. A competição foi disputada anualmente 1974 e 2008, exceto em 2007. O nome da competição é uma homenagem ao patinador Karl Schäfer.

## Edições
| Ano  | Edição               | Cidade sede          | Sênior               | Sênior               | Sênior               | Sênior               | Ref                  |
| Ano  | Edição               | Cidade sede          | M                    | F                    | P                    | D                    | Ref                  |
| ---- | -------------------- | -------------------- | -------------------- | -------------------- | -------------------- | -------------------- | -------------------- |
| 1974 | 1.ª                  | Viena                | —                    | •                    | —                    | —                    |                      |
| 1975 | 2.ª                  | Viena                | —                    | •                    | —                    | •                    | [ 1 ]                |
| 1976 | 3.ª                  | Viena                | —                    | —                    | —                    | —                    | [ 1 ]                |
| 1977 | 4.ª                  | Viena                | —                    | •                    | —                    | —                    | [ 1 ]                |
| 1978 | 5.ª                  | Viena                | —                    | —                    | —                    | —                    | [ 1 ]                |
| 1979 | 6.ª                  | Viena                | •                    | •                    | —                    | —                    | [ 1 ]                |
| 1980 | 7.ª                  | Viena                | •                    | —                    | —                    | —                    | [ 1 ]                |
| 1981 | 8.ª                  | Viena                | •                    | •                    | —                    | —                    | [ 1 ]                |
| 1982 | 9.ª                  | Viena                | —                    | •                    | —                    | —                    | [ 1 ]                |
| 1983 | 10.ª                 | Viena                | —                    | •                    | —                    | —                    | [ 1 ]                |
| 1984 | 11.ª                 | Viena                | —                    | •                    | —                    | —                    | [ 1 ]                |
| 1985 | 12.ª                 | Viena                | •                    | •                    | —                    | —                    | [ 1 ]                |
| 1986 | 13.ª                 | Viena                | •                    | •                    | —                    | —                    | [ 1 ]                |
| 1987 | 14.ª                 | Viena                | •                    | •                    | —                    | •                    | [ 1 ]                |
| 1988 | 15.ª                 | Viena                | •                    | •                    | —                    | •                    | [ 1 ]                |
| 1989 | 16.ª                 | Viena                | •                    | •                    | —                    | •                    | [ 1 ]                |
| 1990 | 17.ª                 | Viena                | —                    | —                    | —                    | —                    | [ 1 ]                |
| 1991 | 18.ª                 | Viena                | •                    | •                    | —                    | •                    | [ 1 ]                |
| 1992 | 19.ª                 | Viena                | •                    | •                    | —                    | •                    | [ 1 ]                |
| 1993 | 20.ª                 | Viena                | •                    | •                    | —                    | •                    | [ 1 ]                |
| 1994 | 21.ª                 | Viena                | •                    | •                    | —                    | •                    | [ 1 ]                |
| 1995 | 22.ª                 | Viena                | •                    | •                    | —                    | •                    | [ 1 ]                |
| 1996 | 23.ª                 | Viena                | •                    | •                    | •                    | •                    | [ 1 ]                |
| 1997 | 24.ª                 | Viena                | •                    | •                    | •                    | •                    | [ 2 ]                |
| 1998 | 25.ª                 | Viena                | •                    | •                    | •                    | •                    | [ 3 ]                |
| 1999 | 26.ª                 | Viena                | •                    | •                    | –                    | •                    | [ 4 ]                |
| 2000 | 27.ª                 | Viena                | •                    | •                    | •                    | –                    | [ 5 ]                |
| 2001 | 28.ª                 | Viena                | •                    | •                    | –                    | •                    | [ 6 ]                |
| 2002 | 29.ª                 | Viena                | •                    | •                    | –                    | •                    | [ 7 ]                |
| 2003 | 30.ª                 | Viena                | •                    | •                    | –                    | •                    | [ 8 ]                |
| 2004 | 31.ª                 | Viena                | •                    | •                    | –                    | –                    | [ 9 ]                |
| 2005 | 32.ª                 | Viena                | •                    | •                    | •                    | •                    | [ 10 ]               |
| 2006 | 33.ª                 | Viena                | •                    | •                    | –                    | •                    | [ 11 ]               |
| 2007 | Não houve competição | Não houve competição | Não houve competição | Não houve competição | Não houve competição | Não houve competição | Não houve competição |
| 2008 | 34.ª                 | Viena                | •                    | •                    | –                    | •                    | [ 12 ]               |